# Серов, Василий Васильевич (младший)
Васи́лий Васи́льевич Серо́в (11 августа 1941, Панфилово, РСФСР) — советский и российский художник-живописец; член Союза художников СССР (1970), заслуженный художник Российской Федерации (2003).

## Биография
Родился 11 августа 1941 года в селе Панфилове в семье художника Василия Серова и первые азы творчества проходил под руководством своего отца.
В 1953 году поступил в Московскую среднюю художественную школу (МСХШ) при художественном институте им. Сурикова, где уже в 1956 году получил премию на международном конкурсе в Индии.
В 1959 году поступил в Московский государственный художественный институт (МГХИ) им. Сурикова, где занимался под руководством академика Алексея Михайловича Грицая и по окончании курса в 1965 году защитил с оценкой «отлично» дипломную работу (картина «Сплавщицы»).
Был призван в Советскую армию и служил год в качестве художника в Генштабе.
После окончания службы, как начинающий перспективный живописец, в 1966—1968 годах был поощрён поездками в Дом творчества «Академическая дача», а его первые произведения «Полдень» и «Праздник в деревне» экспонировались на всесоюзных и международных выставках в Венгрии, ГДР, Болгарии, Корее, и на Кубе.
В 1968 году был принят по конкурсу в творческую мастерскую при Академии художеств СССР, руководимую Гелием Михайловичем Коржевым, где работал над картиной «Ликбез», окончив курс в 1972 году.
В 1970 году был принят в Союз художников СССР, а в 1974 году удостоен прремии на 2-м всесоюзном конкурсе портрета.
В 1977 году был избран делегатом на V Всесоюзный съезд художников.
В 1989 году был избран председателем живописной секции МООСХ.
С 1996 года занимался педагогической деятельностью и с 1997 года по конкурсу занял должность старшего преподавателя в Московском педагогическом университете, где «за добросовестную работу в системе университета» и в ознаменование 70-летия МПУ награждён знаком «МПУ — 70 лет».
В 2003 году художнику было присвоено звание «Заслуженный художник Российской Федерации».

## Творчество
В своём творчестве художник продолжает развивать традиции русского реализма в искусстве, а основной темой вдохновения служит жизнь средней полосы России с традиционными сценами деревенской жизни: свадьба, ярмарки, проводы в армию и т. д. Ряд произведений посвящены Средней Азии, детской тематике и семье.
Более тридцати картин художника находится в музеях (Государственном музее искусств Узбекистана (Ташкент), Закарпатском художественном музее имени Бокшая (Ужгород), Кемеровской художественной галерее, художественном музее города Стаханова, Горловском художественном музее), а также за рубежом.
Выставки
Участвовал в тринадцати всесоюзных, шести республиканских, зональных, групповых и других выставках (более шестидесяти). Участие в выставках-продажах за рубежом: в США, Англии, Франции, Италии и других странах.
- 1991 — большая персональная выставка (Москва, Республиканский выставочный зал на ул. Усиевича)